# Brownsburg (Indiana)
Brownsburg ist eine Town im Hendricks County im Bundesstaat Indiana in den USA. Das U.S. Census Bureau hat bei der Volkszählung 2020 eine Einwohnerzahl von 28.973 ermittelt.

## Geschichte
Gegründet wurde die Stadt 1824 von einem Siedler aus Kentucky – James B. Brown – auf seine Person geht auch der Name der Siedlung zurück. 1828 wurde die erste Grundschule eröffnet, die anfangs nur aus einem Raum bestand. 1863 wurde die Siedlung geteilt. Der nördliche Teil behielt seine angestammte Bezeichnung und hieß weiterhin Brown Township. Der südliche Teil wurde jedoch in Lincoln Township umbenannt, zu Ehren von Abraham Lincoln für seine Leistungen im Amerikanischen Bürgerkrieg. Ab 1820 war der Ort durch die Postkutsche mit Indianapolis verbunden.
1835 wurden die beiden Siedlungen, Brown Township und Lincoln Township, in Harrisburg umbenannt. Der Name geht auf einen vermögenden Holzhändler zurück, der sich in der Stadt niederließ. Nur ein Jahr später erfolgte eine erneute Umbenennung, denn nach der Eröffnung einer Poststation im Jahr 1836 stellte man fest, dass es im selben County bereits ein Harrisburg gab, so dass man sich des alten Namens Brownsburg wieder bedienen musste. Bis Ende des 19. Jahrhunderts hatte die Stadt sich flächenmäßig vervierfacht. Sie hatte schon 1869 den ersten Eisenbahnanschluss erhalten.
1917 wurde die erste öffentliche Bücherei eröffnet und 1950 erhielt die Stadt die erste High School.

## Lage und Bevölkerung
Brownsburg ist ein Vorort von Indianapolis, der Hauptstadt des US-Bundesstaates Indiana. Sie liegt an der Interstate 74, die von Iowa nach Cincinnati führt. Die Stadt hat 28.973 Einwohner (Stand: 2020).  Sie verteilen sich auf 9.093 Haushalte.

## Bekannte Bewohner der Stadt

### Söhne und Töchter der Stadt
- Adam Andretti (* 1979), Autorennfahrer
- Mark Titus (* 1987), Basketballspieler und Blogger
- Chloé Dygert (* 1997), Radsportlerin

### Persönlichkeiten mit Bezug zur Stadt
- Aldo Andretti (1940–2020), Autorennfahrer
- John Andretti (1963–2020), Autorennfahrer